# Edwin Sandys (kolonist)
Edwin Sandys,  född den 9 december 1561, död i oktober 1629, var en engelsk politiker och kolonisatör. Han var son till ärkebiskop Edwin Sandys och bror till George Sandys.
Sanyds tillhörde i underhuset under Jakob I:s regering den moderata oppositionen och framträdde dessutom som ivrig förfäktare av kolonisationssträvandena. Sandys var en bland de ledande männen såväl i Brittisk-ostindiska kompaniet som i Virginiakompaniet och från 1619 det sistnämndas skattmästare. 
Samma år införde han i Virginia en demokratisk förvaltningsorganisation med stort inflytande för folkrepresentationen (house of burgesses). Därigenom ådrog han sig misstankar för att i Virginia vilja upprätta en puritansk republik, och av denna orsak satt han en kort tid 1621 fängslad i Towern, falskeligen anklagad för försnillning av anförtrodda medel. För Virginias ekonomiska utveckling var Sandys verksamhet av stor betydelse.